# Преднапрегнути бетон
Преднапрегнути бетон је технологија која решава проблем слабе носивости бетона на затезање у односу на добру носивост бетона на притисак.
Бетон као конструктивни материјал има добру носивост на притисак али је његова носивост на затезање незадовољавајућа. Код преднапрегнутог бетона се челична ужад које се полажу обично у доњој половини пресека бетона преднапрежу и доводе до стања затегнутости да би приликом преузимања терета смањила затежуће напоне у бетону. Захваљујући преднапрезању у конструкцији не долази до великих затежућих напона које бетон лоше подноси. Делови могу да се преднапрежу или пре или накнадно после стврдњавања бетона.
Преднапрегнути бетон се употребљава углавном на градњу мостова и сличних конструкција које се протежу преко великих распона. Резултати су релативно лаке конструкције које имају у односу на челичне конструкције мање захтеве за одржавање. Када се придржавамо техничких услова за извођење ових конструкција оне су дугог века.
Академик Бранко Жежељ је био пионир примене и истраживања преднапрегнутог бетона на југословенским просторима. Данас је техника преднапрегнутог бетона једна од најчешће коришћених за конструкције великих распона.